# Luvarus
Luvarus is een monotypisch geslacht van straalvinnige vissen uit de familie van de haanvissen (Luvaridae).

## Soorten
- Luvarus imperialis Rafinesque, 1810 (Haanvis)